# Lille-Trän
Lille-Trän är en sjö i Alingsås kommun i Västergötland och ingår i Göta älvs huvudavrinningsområde. Sjön är 15,9 meter djup, har en yta på 0,117 kvadratkilometer och är belägen 132,2 meter över havet. Vid provfiske har abborre fångats i sjön.

## Delavrinningsområde
Lille-Trän ingår i det delavrinningsområde (643157-130956) som SMHI kallar för Mynnar i Säveån. Medelhöjden är 138 meter över havet och ytan är 5,54 kvadratkilometer. Det finns inga avrinningsområden uppströms utan avrinningsområdet är högsta punkten. Kampetås Bäck som avvattnar avrinningsområdet har biflödesordning 3, vilket innebär att vattnet flödar genom totalt 3 vattendrag innan det når havet efter 68 kilometer. Avrinningsområdet består mestadels av skog (72 procent). Avrinningsområdet har 0,81 kvadratkilometer vattenytor vilket ger det en sjöprocent på 14,5 procent.